# 约瑟夫·邓福德
小约瑟夫·弗朗西斯·邓福德（英語：Joseph Francis Dunford, Jr.，1955年12月8日—），昵称“战斗的乔”（英語：Fighting Joe），為退役美国海军陆战队上将。2003年伊拉克战争中擔任第5陸戰團团长，2010年10月23日晋升上将，担任海军陆战队副司令，2013年2月10日担任国际驻阿富汗部队总司令，兼驻阿美军司令，2014年10月17日至2015年9月24日担任美国海军陆战队第36任司令。2015年10月1日至2019年9月30日擔任第19任参谋长联席会议主席。

担任驻阿富汗国际维和部队司令的邓福德上将与阿富汗将领研究作战

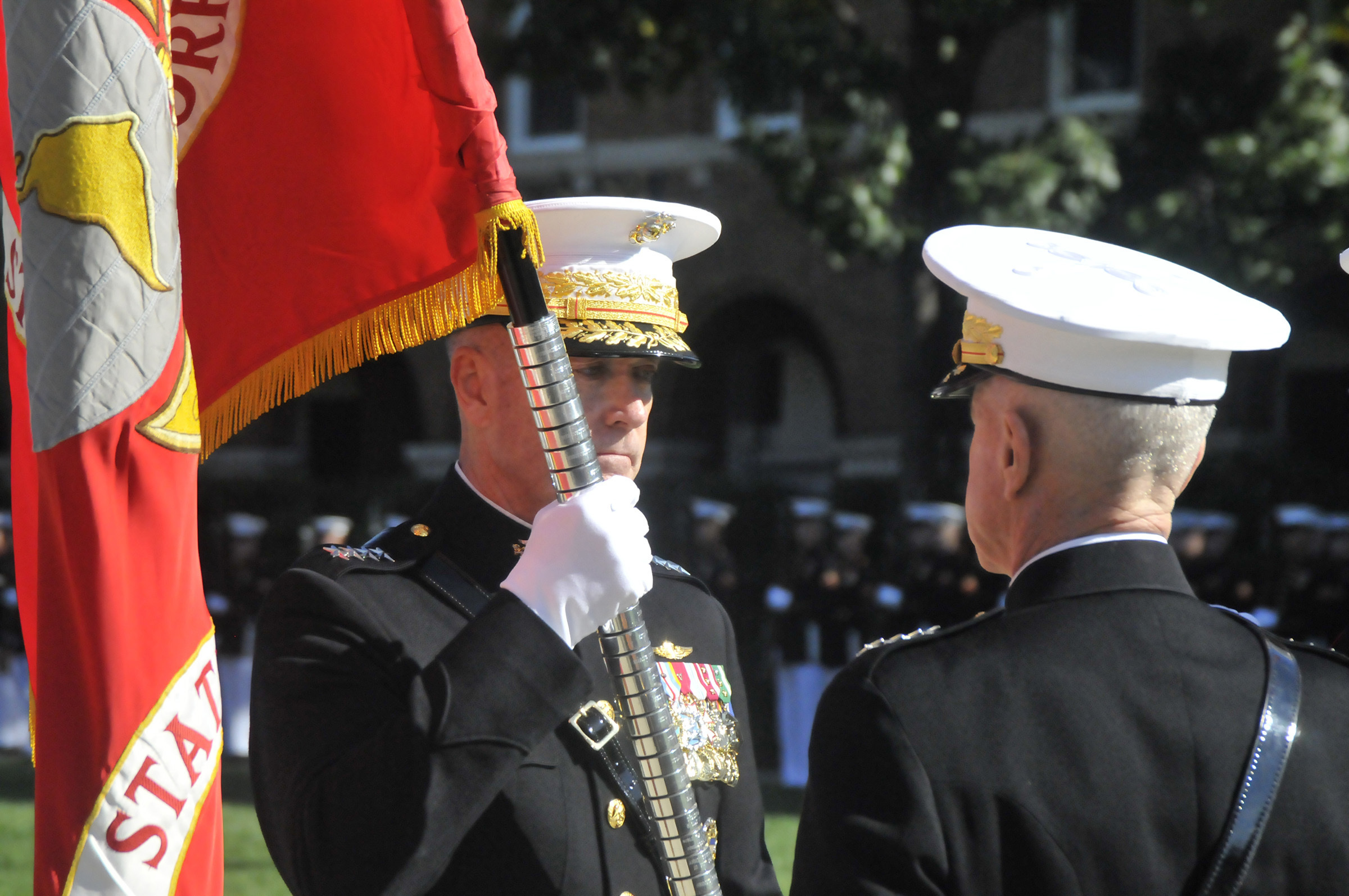
邓福德接任第36任海军陆战队司令时接过海军陆战队旗

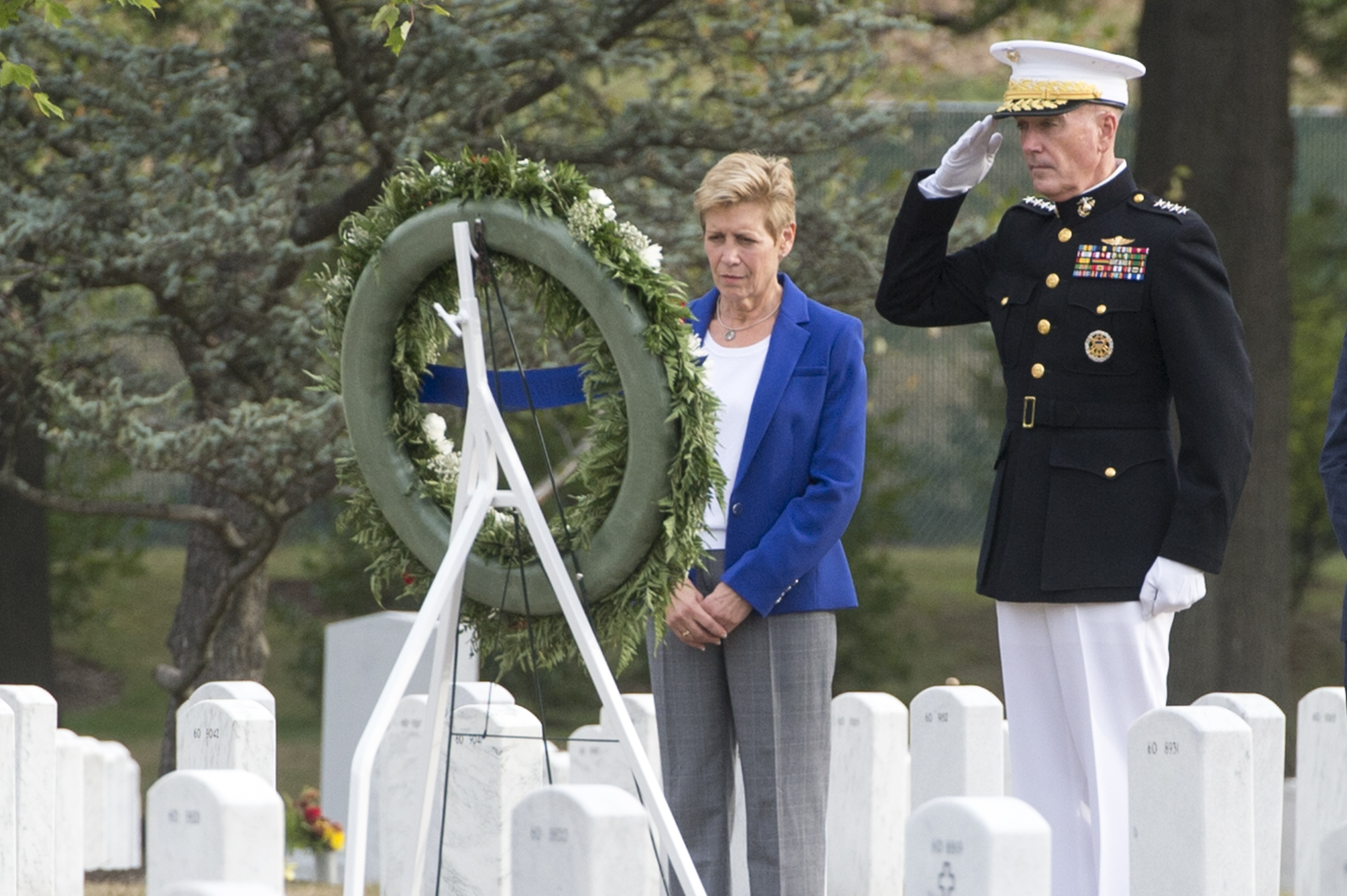
邓福德上将在接任参谋长联席会议主席的早上携夫人向阿林顿国家公墓敬献花环

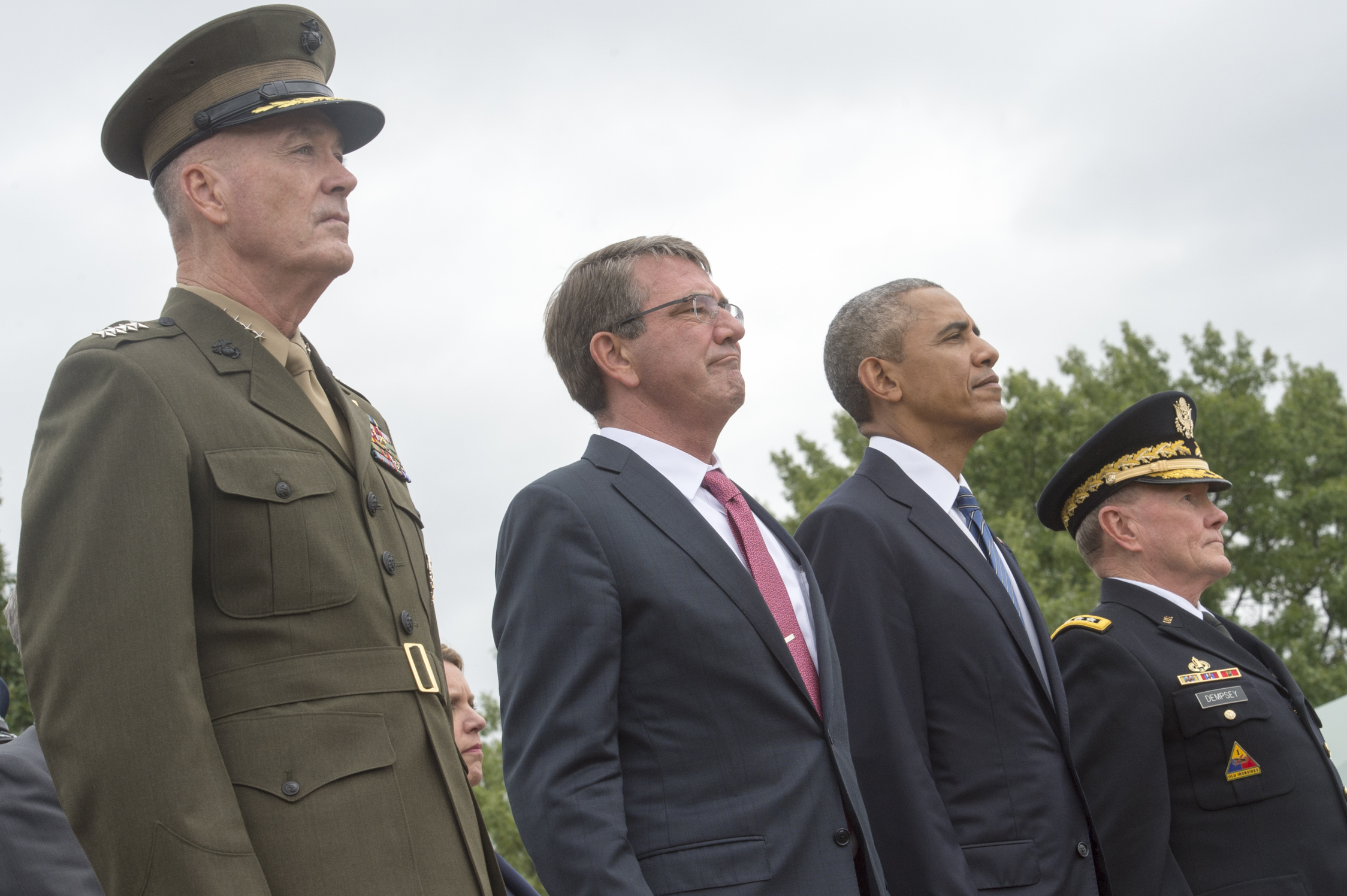
邓福德上将在参谋长联席会议主席交接仪式上与奥巴马总统、国防部长卡特和前任主席登普西在一起

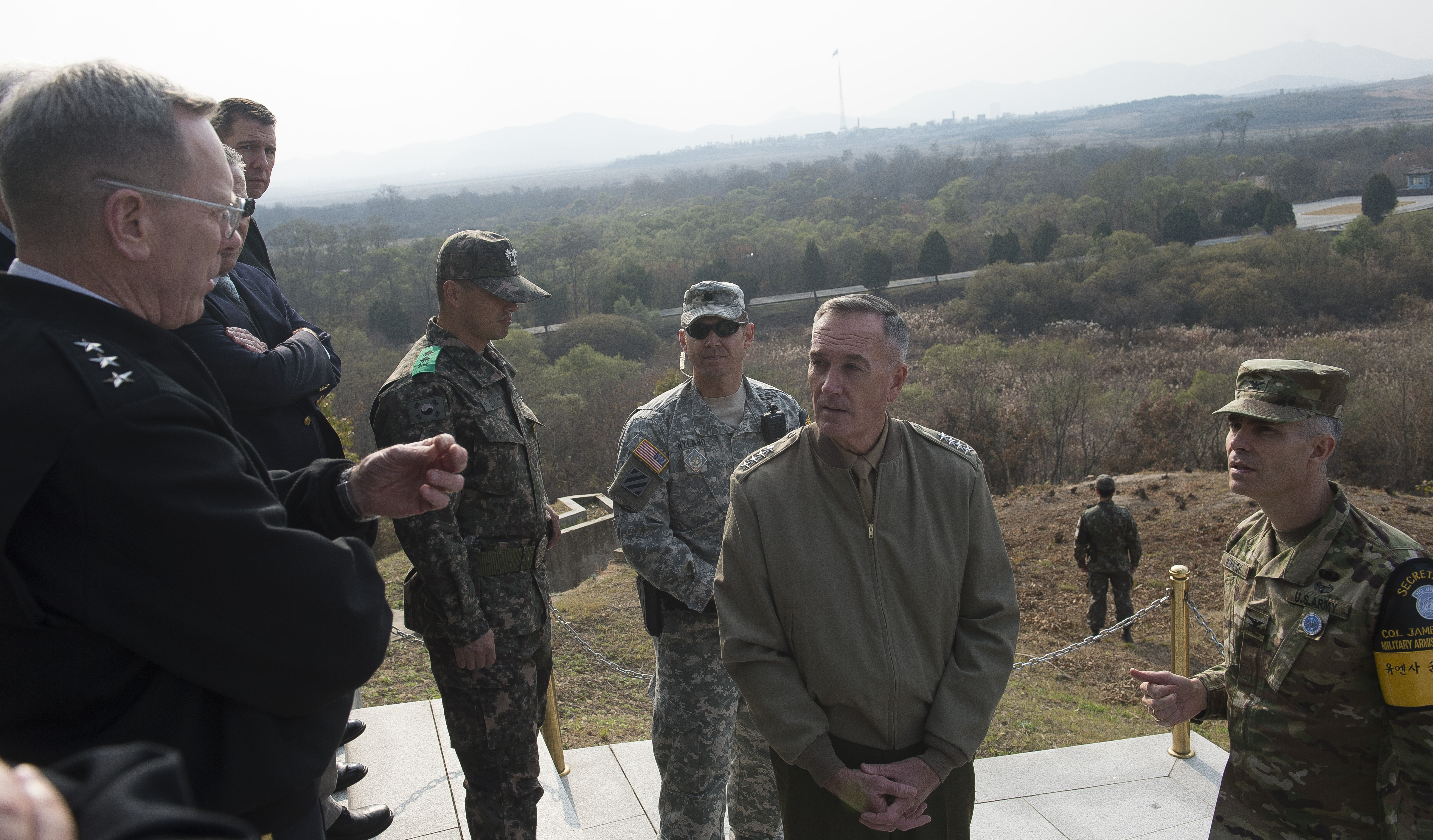
参谋长联席会议主席邓福德上将访问韩国，造访板门店非军事区

## 早年生活和学习
邓福德出生于波士顿，在马萨诸塞州昆西长大。他有爱尔兰背景，并被形容为「狂热的天主教徒」。他1973年从波士顿学院高中考入于聖米迦勒學院，1977年6月毕业，当月便获得军官委任。进入陆战队后，邓福德曾在美国陆军战争学院、 游骑兵学校、海军陆战队大学等军队院校深造，并获得了乔治城大学的政府学文学硕士，并拥有塔夫茨大学弗莱彻法学与外交学院的国际关系学文学硕士。
2014年6月5日，奥巴马总统提名邓福德担任第36任海军陆战队司令，接替退役的阿莫斯上将，提名于7月23日經参议院通过，邓福德于10月17日就职，2015年1月23日，邓福德发布了司令规划指导。

## 军旅生涯
1978年至1981年，邓福德进入第1陆战师，在第1团3营和第9团1营，担任排长、连长等职；之后，到陆战队第二远征军，担任司令的副官1年；然后，到陆战队总部，在军官分配科工作；1985年6月，到第2陆战师，担任第6团3营L连连长；1987年，到空海炮火联络连，担任作戰訓練参谋。
1988年到1991年，邓福德到匡提科陆战队基地，在陆战队候补军官学校和圣十字学院担任教官；1992年，再次到陆战队总部，在海军陆战队司令的参谋组工作，随后任司令的高级助理；1995年，到第2陆战师，担任第6团主任参谋，1996年至1998年担任2营营长。
1999年，邓福德担任参谋长联席会议副主席的行政助理，为约瑟夫·罗尔斯顿和理查德·迈尔斯工作，也在战略规划总监麾下担任全球及多边事务处处长，直到2001年；随后，回到第1陆战师，担任第5团团长、师参谋长、副师长等职，期间部署在伊拉克将近2年，伊拉克参战期间在时任师长詹姆斯·马蒂斯手下工作，获得了“战斗的乔”的绰号。
2012年10月10日，奥巴马总统提名邓福德为驻阿富汗国际维和部队司令兼驻阿美军司令，随后由于时任司令约翰·艾伦上将涉及到彼得雷乌斯丑闻，国防部长莱昂·帕内塔要求参议院尽快处理邓福德的提名，2013年2月10日，邓福德正式就职，同时阿伦也因此次调查而澄清。

### 参谋长联席会议主席
2015年5月5日，奥巴马总统提名邓福德担任参谋长联席会议主席，接替即将退役的马丁·登普西上将，参议院通过后，9月25日邓福德就任第19任参谋长联席会议主席。
2019年9月30日，邓福德退休並卸任其参谋长联席会议主席一職。

## 功奖
邓福德上将获得过以下功奖: 
|  |             |                         |             |
|  |             | Bronze oak leaf cluster | V           |
|  | Gold star   |                         |             |
|  |             | Bronze oak leaf cluster |             |
|  | Bronze star | Bronze star             | Bronze star |
|  |             |                         |             |
|  |             |                         |             |

| 海军和陆战队伞兵徽章 |                  |                              |                                           |
| 国防部杰出服役勋章   | 海军杰出服役勋章 | 国防部优异服役勋章2次        | 功绩勋章 战斗中获得                       |
| 国防部军功奖章       | 军功奖章 2次     | 海军及陆战队嘉奖勋章 4次     | 海军及陆战队功绩勋章                      |
| 海军作战行动勋表     | 美国总统集体奖章 | 联合功绩集体奖章 2次         | 海军集体嘉奖                              |
| 海军功绩集体嘉奖     | 国防服役奖章 2次 | 反恐战争远征奖章 2次         | 阿富汗参战奖章 2次                        |
| 伊拉克参战奖章 3次   | 反恐战争服役奖章 | 海军及陆战队海上服役勋表 7级 | 北约奖章 表彰在驻阿富汗国际维和部队的服役 |
| 参谋长联席会议徽章   |                  |                              |                                           |

### 外国勋章奖章
- 殊功（军事）勋章（英语：Darjah Utama Bakti Cemerlang (Tentera)）（新加坡，2017年6月2日于新加坡总统府颁发[16]）
- 澳大利亚官佐勋章（澳大利亚，军事版，2018年6月26日公布[17]）
- 大英帝国爵级司令勋章（英国，军事版，2020年[18]）
- 旭日大绶章（日本，2020年11月3日公布[19]）